# Judith van Hagen
Judith van Hagen (Roermond, 1971) is een Nederlandse golfprofessional, zij speelde tot 2005 op de Ladies European Tour (LET).

## Top in Nederland
Acht jaar lang was Judith van Hagen de beste vrouwelijke golfprofessional van Nederland. Sinds 1996 speelde zij op de Europese Tour, waar zij in 1999 op de 46ste plaats op de Order of Merit eindigde, ondanks het feit dat ze slechts 2 'cuts' had gemist in 17 wedstrijden. Na een kleine winterpauze nam ze contact op met Tim Giles, pro op Golfsociëteit De Lage Vuursche, met wie ze werkte aan haar swing.
In 2005, na het KLM Open, kondigt zij aan zich op het lesgeven te gaan toeleggen.

## Jeugdtrainingen
In september 2005 besloot ze te stoppen op de Europese Tour en te gaan lesgeven, met name aan veelbelovende jeugdspelers. Dit doet zij vanuit en met ondersteuning van Golf & Countryclub Geijsteren. Op veel Nederlandse clubs wordt jeugdtraining gegeven, maar als daarbij een talentvolle speler is, moet die meestal alleen verder trainen. Van Hagen richt zich met name op die groep en begeleidt nu spelers van de B-training (tot 15 jaar). 

## Judith van Hagen Pro-Am
In 2006 lanceerde Judith van Hagen haar eigen Pro-Am, om daarmee de jeugdtrainingen te financieren. De pro's zijn speelsters van de Tour.  